# Münchner Stadtderby
Als Münchner Stadtderby werden Fußballspiele zwischen den beiden erfolgreichsten Fußballvereinen Münchens, dem FC Bayern und dem TSV 1860, bezeichnet. Auch als Münchner Derby oder Münchner Lokalderby bezeichnet, ist es mit bislang 164 Pflichtspielen seit 1902, zuletzt 2008 im DFB-Pokal, nach dem Frankenderby das am zweithäufigsten ausgetragene Fußballderby Deutschlands (inkl. Testspiele 204 Austragungen).

## Geschichte

### Frühe Jahre (1902–1933)
Die Fußballabteilung des TSV 1860 München wurde im April 1899 gegründet, der FC Bayern als eigenständiger Verein im Februar 1900, nachdem der MTV München dem Beitritt des Vereins zum Süddeutschen Fußballverband eine Absage erteilt hatte. Das erste Derby zwischen beiden Vereinen wurde im September 1902 ausgespielt, welches der FC Bayern mit 3:0 gewann. Auch in der Folgezeit waren die Bayern zumeist überlegen. Anfang der 1930er Jahre konnte beide Vereine erste Erfolge verzeichnen: Die Löwen erreichten 1931 das Finale um die deutsche Meisterschaft (welches sie gegen Hertha BSC verloren), ein Jahr später gelang dem FC Bayern der Triumph gegen Eintracht Frankfurt. Bei der Siegesfeier im Münchner Löwenbräukeller hieß es in einer der Festreden: „Was man schon im Vorjahr bei 1860 bestimmt gedacht, hat heuer der FC Bayern fertig gebracht“.

### Zeit des Nationalsozialismus (1933–1945)
Die Machtergreifung durch die Nationalsozialisten hatte auch für die beiden Münchner Vereine Auswirkungen: Jüdische Mitglieder mussten die Clubs verlassen, was insbesondere den FC Bayern besonders stark traf. Prominentester Fall war der langjährige Präsident Kurt Landauer, der sein Amt im März 1933 aufgeben musste. Obwohl die Bayern bereits im April 1933 in der Stuttgarter Erklärung gemeinsam mit 13 weiteren süddeutschen Fußballvereinen den Ausschluss aller jüdischen Mitglieder ankündigte und 1935 mit einem Arierparagraphen in der Vereinssatzung umsetzte, war sie als „Judenclub“ verpönt. Die Münchner Löwen zeigten dagegen schon vor 1933 eine deutliche Affinität zum erstarkenden Nationalsozialismus und setzen bereits im September 1933 in einer Hauptversammlung des Turnvereins das Führerprinzip um. Durch gute Beziehungen zur NSDAP konnte sich der Verein in den dreißiger Jahren vor der Insolvenz zu retten. In der neu formierten Gauliga Bayern war der TSV 1860 der erfolgreichere Verein. 1942 wurde der Tschammerpokal gewonnen, ein Jahr später erreichten die Löwen das Viertelfinale der Endrunde zur Deutschen Meisterschaft.

### Zunehmende Rivalität (1945–1963)
| Punkte der Zwölfjahreswertung der Kandidaten der Oberliga Süd für die Bundesliga | Punkte der Zwölfjahreswertung der Kandidaten der Oberliga Süd für die Bundesliga | Punkte der Zwölfjahreswertung der Kandidaten der Oberliga Süd für die Bundesliga |
| --- | -------------------------------------------------------------------------------- | -------------------------------------------------------------------------------- |
| 01. | 1. FC Nürnberg                                                                   | 447                                                                              |
| 02. | Eintracht Frankfurt                                                              | 420                                                                              |
| 03. | Karlsruher SC                                                                    | 419                                                                              |
| 04. | VfB Stuttgart                                                                    | 408                                                                              |
| 05. | Kickers Offenbach                                                                | 382                                                                              |
| 06. | FC Bayern München                                                                | 288                                                                              |
| 07. | TSV 1860 München                                                                 | 229                                                                              |
| 08. | VfR Mannheim                                                                     | 227                                                                              |
| 09. | SpVgg Fürth                                                                      | 224                                                                              |
| 10. | 1. FC Schweinfurt 05                                                             | 185                                                                              |
| 11. | FC Bayern Hof                                                                    | 090                                                                              |
| 12. | TSV Schwaben Augsburg                                                            | 061                                                                              |
| 13. | KSV Hessen Kassel                                                                | 036                                                                              |
| Für die Bundesliga durch die Zwölfjahreswertung qualifiziert Für die Bundesliga durch die Meisterschaft der letzten Oberliga-Saison (1962/63) qualifiziert Für die Bundesliga nicht qualifiziert |                                                                                  |                                                                                  |

Nach dem Kriegsende erfreute sich der Fußball erneut großer Beliebtheit. Bayern gehörte bis auf die Pfalz und dem Landkreis Lindau zur amerikanischen Besatzungszone, somit oblag die Wiederherstellung des Spielbetriebs der US-Militärregierung. Da zu diesem Zeitpunkt noch keine gesamtdeutsche Meisterschaft ausgespielt werden durfte, wurde auf dem Boden der amerikanischen Besatzungszone die Oberliga Süd 1945 als erste Fußball-Oberliga in Deutschland gegründet. Beide Vereine gehörten ihr nahezu ununterbrochen an. Da andere Münchner Vereine wie z. B. der FC Wacker München in der Bedeutungslosigkeit versanken, nahm die Rivalität der beiden verbliebenen Münchner Clubs zu. Insgesamt blieben die Erfolge jedoch bescheiden, einzig 1957 konnte der FC Bayern mit dem DFB-Pokal einen nationalen Titel gewinnen.

### Kampf um die Vorherrschaft (1963–1970)
Im Vorfeld der neu eingeführten Bundesliga kam es zu einigen Unstimmigkeiten zwischen den Vereinen. Obwohl der FC Bayern in der für die Zusammenstellung der neuen Liga maßgeblichen Zwölfjahreswertung vor dem Stadtrivalen lag, wurde ihm die Aufnahme verweigert. Auch ein Dringlichkeitsantrag zur Aufstockung der Liga wurde von Seiten des DFB abgewiesen. Während der TSV 1860 eine Lizenz erhielt, verblieb der FC Bayern in der Oberliga Süd, da auf Wunsch des DFB nur ein Verein pro Stadt in der ersten Bundesliga-Saison teilnehmen sollte und es den Bayern an „sportlicher Vergangenheit“ fehlte.
Im Frühjahr 1964 kam es zu einer schicksalshaften Geschichte um einen einzelnen Spieler: Nach guten Leistungen beim TSV Nördlingen wurden die Münchner Vereine auf den späteren Weltmeister und Bundesliga-Rekordschützen Gerd Müller aufmerksam. Walter Fembeck, Geschäftsführer des FC Bayern München, erschien nur eine Stunde vor dem Kollegen der Sechziger bei den Müllers zu Hause, um ihm einen Vertrag anzubieten. Müller, der sich beim TSV 1860 kaum Chancen auf einen Stammplatz ausrechnete, gab schließlich den Bayern den Zuschlag.
Der TSV 1860 konnte in der ersten Bundesligasaison den DFB-Pokal gewinnen und erreichte im folgenden Jahr das Finale des Europapokals der Pokalsieger, welches gegen West Ham United 0:2 verloren wurde. 1966 wurde München dann endgültig zur Fußballmetropole Deutschlands: Während die Löwen die Meisterschaft errungen, gewann Bayern den DFB-Pokal. Das erste Bundesligaderby fand bereits am ersten Spieltag dieser Saison statt. Dieses entschied der TSV 1860 für sich. Ab dem Folgejahr drehten sich die Verhältnisse: Während der TSV auf Platz 2 landete, konnte Bayern den DFB-Pokal verteidigen und holte mit dem Europapokal der Pokalsieger den ersten internationalen Titel an die Isar. Zwei Jahre später gelang dem FC Bayern das erste Double, während 1860 in der Bundesliga nur auf Platz 10 landete und in der Folgesaison absteigen musste.

### Bayerns glorreiche Jahre, 1860 stürzt ab (1970–1982)
Nachdem der TSV 1860 in die Zweitklassigkeit abstieg, verschoben sich die Kräfteverhältnisse nun komplett zu Gunsten der Bayern. Mit der Fertigstellung des Olympiastadions begannen die glorreichen Jahre des FC Bayern: Auf drei Meisterschaften (1972–1974) folgten drei Titel im Europapokal der Landesmeister (1974–1976). Bayern konnte sich in den 1970ern endgültig in der Bundesligaspitze etablieren, während die Löwen sich zur Fahrstuhlmannschaft entwickelten. Gegen Ende der 1970er zeigte die Erfolgskurve aber auch beim FC Bayern nach unten. Platz 12 in der Saison 1977/78 war bis heute die schlechteste Platzierung des FCB in der Bundesliga. In jener Saison konnte der TSV 1860 für viele Jahre letztmals ein Derby für sich entscheiden, stieg aber dennoch wieder in die 2. Bundesliga ab. Zu Beginn der 1980er kam der Erfolg bei Bayern zurück, 1860 musste nach dem Lizenzentzug im Sommer 1982 den Gang in die Drittklassigkeit antreten.

### „Schicki-Micki-Club“ gegen „Arbeiterverein“ (1982–1994)
Der Zwangsabstieg des TSV 1860 in die Bayernliga hatte gravierende Folgen für den Verein: Der Kader musste nahezu komplett ausgetauscht werden und bis 1991 verfehlte der Verein oftmals nur knapp den Aufstieg in die 2. Bundesliga. Bayern fand dagegen wieder in die Erfolgsspur zurück, u. a. mit fünf Meisterschaften in sechs Jahren sowie der zweimaligen Teilnahme (1982 und 1987) am Endspiel des Europapokals der Landesmeister (welche aber beide verloren wurden). Zwar traten beide Teams in dieser Zeit nur vereinzelt zu Testspielen gegeneinander an, aufgrund der deutlich unterschiedlichen sportlichen Entwicklung bildete sich in dieser Zeit das Image des „Schicki-Micki-Clubs“ FC Bayern, dessen Spielen oft auch Persönlichkeiten aus Wirtschaft und Politik beiwohnten, und des „Arbeitervereins“ 1860 heraus. In den Bayernliga-Jahren der Löwen kam es jedoch regelmäßig zu Derbys gegen die Amateure des FC Bayern, in denen die Blauen zumeist die Oberhand behielten. Ein weiteres Derby fand 1982 in der zweiten Runde des DFB-Pokals statt, welches der TSV 1860 mit 1:0 für sich entschied.

### Rückkehr des TSV 1860 (1994–2004)
Nachdem die Löwen 12 Jahre überwiegend in der Bayernliga verbracht hatten, gelang 1994 die Rückkehr in die Bundesliga. Im selben Jahr konnte der FC Bayern seine 13. Meisterschaft feiern. Während die ersten Derbys relativ klar von den Bayern gewonnen wurden, konnte der TSV 1860 bereits 1996 erste Achtungserfolge (drei Unentschieden in Folge) feiern. Der erste Derbysieg nach 22 Jahren gelang den Löwen dann im November 1999 und auch das Rückspiel konnte (durch ein Eigentor des erst zwei Jahre zuvor von 1860 zu Bayern gewechselten Jens Jeremies) gewonnen werden. Mit Platz 4 in der Abschlusstabelle erreichte der TSV 1860 erstmals die Qualifikation zur Champions League, schied aber dort gegen Leeds United aus. Im Juni jenes Jahres erhielt der DFB den Zuschlag für die Fußball-Weltmeisterschaft 2006, wodurch das Thema Stadion wieder an Bedeutung gewann. Beide Vereine einigten sich mit der Stadt München für einen gemeinsamen Neubau in München-Fröttmaning, was zu hitzigen Debatten innerhalb und zwischen den Fanszenen führte. Nach den Erfolgen um die Jahrtausendwende begann der schrittweise Abstieg des TSV 1860: Das 1:5 im Oktober 2001 besiegelte die Entlassung des langjährigen Trainers Werner Lorant, Bayern gewann in jenem Jahr dagegen die Champions League, den Weltpokal sowie die dritte Meisterschaft in Folge. Bis zum Abstieg des TSV 1860 im Jahr 2004 konnte der FC Bayern wieder alle Derbys für sich entscheiden.

### Gemeinsam in der Allianz Arena (2005–2017)

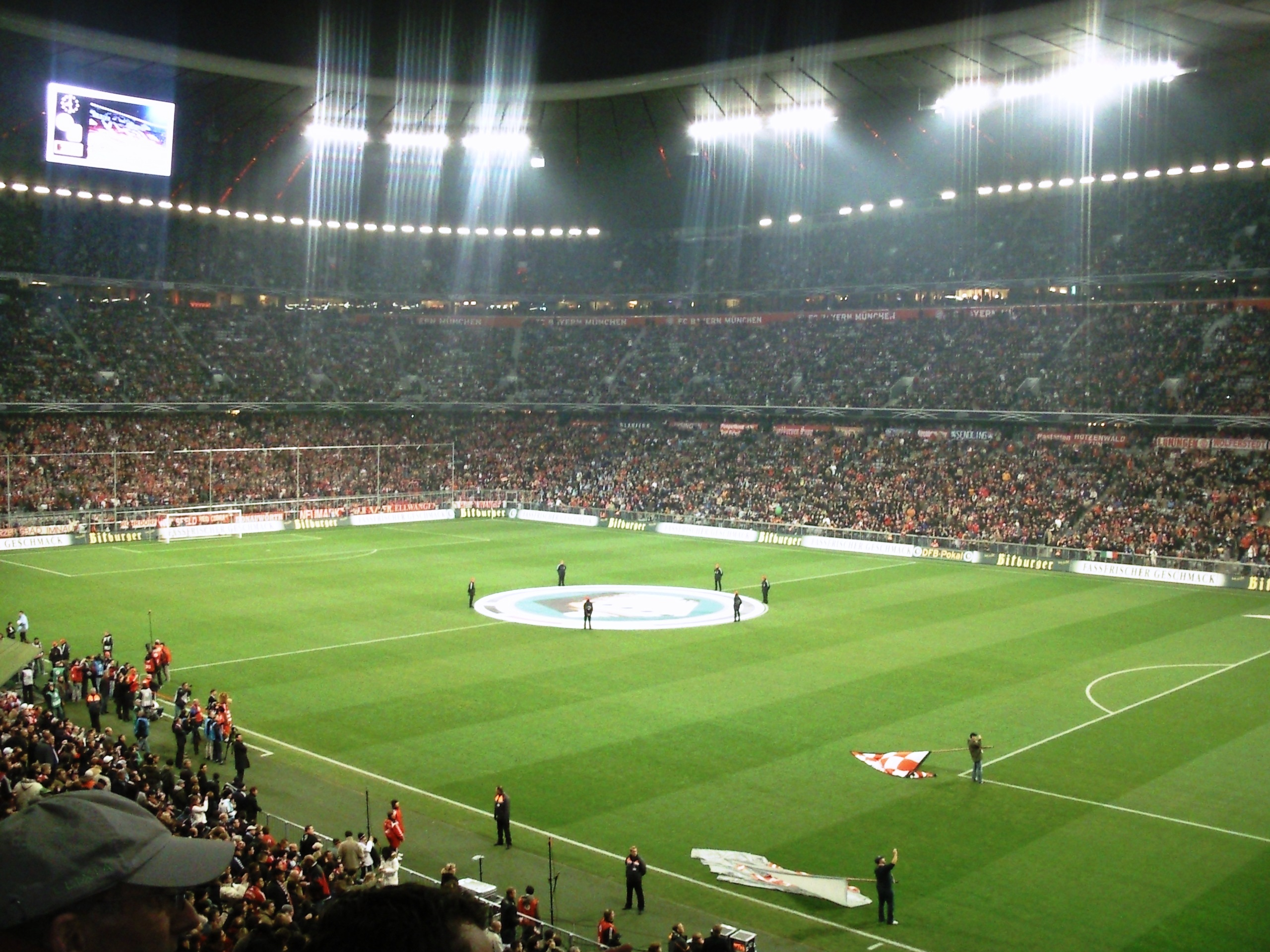
DFB-Pokal-Viertelfinale 2008

Im Jahr 2005 zogen beide Vereine in die neugebaute Allianz Arena um. Das erste Arena-Derby gewann der TSV 1860 am 2. Juni 2005 mit 1:0. Danach folgten noch zwei weitere Testspiele, unter anderem das Abschiedsspiel für Giovane Élber, in denen der TSV 1860 unbesiegt blieb. Aufgrund finanzieller Probleme sah sich der TSV 1860 München im April 2006 dazu gezwungen, seine Anteile an der Stadiongesellschaft an den FC Bayern zu verkaufen. Damit wurde der FC Bayern zum alleinigen Eigentümer. Das erste und bisher einzige Pflichtspiel in der Arena fand im Februar 2008 im Rahmen des DFB-Pokal-Viertelfinales statt, das der FC Bayern mit 1:0 nach Verlängerung gewann. Einen Tag zuvor hatten unbekannte Bayernfans Teile der Westkurve des Grünwalder Stadions in Rot und Weiß, den Vereinsfarben des FC Bayern, angestrichen.
Seit dem Umzug in die Arena haben sich beide Vereine sehr unterschiedlich entwickelt. Während der TSV 1860 in den ersten Jahren noch Zuschauerschnitte zwischen 28.000 und 41.000 erreichte, pendelte sich dieser später auf knapp über 20.000 ein. Trotz Investitionen seitens des jordanischen Geschäftsmanns Hasan Ismaik verblieben die Löwen in der zweiten Bundesliga und gerieten 2015 und 2016 in akute Abstiegsgefahr. 2017 folgte schließlich der Abstieg und aufgrund der Lizenzverweigerung für die 3. Liga der Absturz in die Viertklassigkeit.
Bereits mehrmals wurden auf Seiten des TSV verschiedene Lösungen zur unbefriedigenden Stadionsituation erarbeitet, unter anderem im März 2009 durch eine „Projektgruppe Stadionzukunft“, die sich einstimmig für eine Rückkehr in ein auf 30.000 bis 35.000 Zuschauer fassendes ausgebautes Grünwalder Stadion aussprach, was die Stadt als Eigentümer jedoch ablehnte. Anfang 2016 wurde von Seiten Ismaiks ein Neubau in Riem nahe der Messestadt angekündigt, der mindestens 52.000 Plätze fassen sollte. Diesen Plänen wurden im März 2017 von Seiten der Stadt München eine Absage erteilt.
Auf Seiten des FC Bayern kann der Stadionneubau dagegen als Grundlage für die sportlichen und wirtschaftlichen Erfolge und die Rückkehr in die Beletage des europäischen Fußballs gelten. Seit 2014 – 16 Jahre vor dem ursprünglichen Planwert – ist das Stadion abbezahlt und ermöglicht dem Verein größere Spielräume auf dem Transfermarkt. 2010 erreichte der Verein wieder das Finale der Champions League und schaffte in den Spielzeiten 2011/12 bis 2015/16 immer den Sprung ins Halbfinale. Im Jahr 2013 gelang der Titelgewinn gegen Borussia Dortmund, zudem wurden erstmals in der Vereinsgeschichte das Triple sowie die Klub-WM geholt. Fünf Jahre später konnte der Verein erstmals sechs deutsche Meisterschaften in Folge feiern, auch der DFB-Pokal wurde mehrfach gewonnen.

### Auszug des TSV 1860 aus der gemeinsamen Spielstätte (seit 2017)
Nach dem Absturz des TSV 1860 aus der zweiten Bundesliga in die viertklassige Regionalliga Bayern kam es in der Saison 2017/18 erstmals seit 1993 zu Duellen zwischen der ersten Mannschaft von 1860 und den FC Bayern Amateuren. Am 12. Juli 2017 wurde vermeldet, dass der ursprünglich bis 2025 laufende Mietvertrag des TSV 1860 München mit der Allianz Arena Stadion GmbH aufgelöst wurde. Die Löwen kehrten damit nach 23 Jahren wieder dauerhaft in das von vielen Fans als angestammte Heimat angesehene Grünwalder Stadion zurück. Am 22. Oktober 2017 gewann die zweite Mannschaft des FC Bayern das Derby gegen die erste Auswahl des TSV 1860 mit 1:0. Auch das Rückspiel am drittletzten Spieltag konnten die Bayern für sich entscheiden. Beide Spiele wurden zudem live im BR Fernsehen übertragen und erreichten in der Spitze 780.000 Zuschauer. Durch den Aufstieg des TSV 1860 in die 3. Liga und dem Verbleib der zweiten Mannschaft der Sechzger in der Bayernliga kam es in der Saison 2018/19 erstmals seit 1993/94 zu keinem Aufeinandertreffen im Erwachsenenbereich.
Im Sommer 2018 gestaltete der FC Bayern als nun alleiniger Nutzer der Allianz Arena den Innenraum neu. Zur gleichen Zeit wurde dem TSV 1860 eine Kapazitätserweiterung des Grünwalder Stadions auf 15.000 Plätze durch den Stadtrat genehmigt. Im Sommer 2019 kehrte dann, nach achtjähriger Abstinenz, auch die Zweitvertretung des FC Bayern in die 3. Liga zurück. Das erste Aufeinandertreffen der beiden Kontrahenten endete 1:1, das Rückspiel wurde aufgrund der Corona-Pandemie als Geisterspiel ausgetragen und von der zweiten Mannschaft des FC Bayern mit 2:1 gewonnen, die am Saisonende Meister der 3. Liga wurde und damit zum vierten Mal nach 1982/83, 1984/85 und 1986/87 besser platziert war als die erste Mannschaft des TSV 1860. Im Folgejahr stiegen die „kleinen Bayern“ jedoch wieder in die Regionalliga ab, während der TSV 1860 mit Platz vier knapp die Relegation zur 2. Bundesliga verpasste.

## Liste der Spiele zwischen den ersten Herrenmannschaften

### Statistik
Bisher gab es laut gängiger Zählung insgesamt 204 Aufeinandertreffen – 164 Pflichtspiele, 40 Testspiele – der beiden Vereine, wobei der FC Bayern 104 Mal gewann und der TSV 1860 49 Mal als Sieger den Platz verließ. 51 Spiele gingen unentschieden aus.
| Stand: 1. Februar 2022 | FC Bayern | – | TSV 1860 |

| Wettbewerb                                     | Spiele | Siege | Remis | Siege |  |
| ---------------------------------------------- | ------ | ----- | ----- | ----- |  |
| Ligen bis 1932/33                              | 65     | 35    | 16    | 14    |  |
| Gauliga Bayern bzw. Südbayern (inkl. Endrunde) | 25     | 12    | 7     | 6     |  |
| Oberliga Süd                                   | 28     | 13    | 7     | 8     |  |
| Bundesliga                                     | 36     | 21    | 7     | 8     |  |
| DFB-Pokal                                      | 2      | 2     | 0     | 0     |  |
| Qualifikation DFB-Pokal                        | 2      | 0     | 2     | 0     |  |
| DFB-Ligapokal                                  | 2      | 2     | 0     | 0     |  |
| Süddeutscher Pokal                             | 2      | 1     | 1     | 0     |  |
| Münchner Pokal                                 | 2      | 0     | 0     | 2     |  |
|                                                |        |       |       |       |  |
| Pflichtspiele                                  | 164    | 86    | 40    | 38    |  |
| Testspiele                                     | 40     | 18    | 11    | 11    |  |
|                                                |        |       |       |       |  |
| Gesamtbilanz                                   | 204    | 104   | 51    | 49    |  |

### Pflichtspiele
Das erste Spiel zwischen den beiden Vereinen fand am 21. September 1902 in der Clemensstraße im Münchner Stadtteil Schwabing statt. Der TSV 1860 München trug damals (bis 1918) noch den Namen TV 1860 München.
| Nr. | Datum         | Wettbewerb                                                      | Heim      | Gast      | Ergebnis  | Sieger | Spielstätte                             | Zuschauer |
| --- | ------------- | --------------------------------------------------------------- | --------- | --------- | --------- | ------ | --------------------------------------- | --------- |
| 001 | 21. Sep. 1902 | Stadtmeisterschaft                                              | FC Bayern | TV 1860   | 3:0       |        | Sportplatz Clemensstraße                |           |
| 002 | 1. Nov. 1903  | Stadtmeisterschaft                                              | TV 1860   | FC Bayern | 2:0       |        | Schyrenwiese                            |           |
| 003 | 12. Nov. 1905 | Südkreisliga 1905/06 (Gau Südbayern)                            | FC Bayern | TV 1860   | 1:0       | (2)    | Sportplatz Clemensstraße                |           |
| 004 | 28. Okt. 1906 | Ostkreisliga 1906/07 (Gau Oberbayern)                           | TV 1860   | FC Bayern | 1:3       | (3)    | Waldspielplatz                          |           |
| 005 | 18. Nov. 1906 | Ostkreisliga 1906/07 (Gau Oberbayern)                           | FC Bayern | TV 1860   | 1:1       |        | Sportplatz Karl-Theodor-Straße          |           |
| 006 | 6. Okt. 1907  | Ostkreisliga 1907/08 (Gau Oberbayern)                           | FC Bayern | TV 1860   | 4:0       | (4)    | Sportplatz Leopoldstraße                |           |
| 007 | 10. Nov. 1907 | Ostkreisliga 1907/08 (Gau Oberbayern)                           | TV 1860   | FC Bayern | 2:4       | (5)    | Waldspielplatz                          |           |
| 008 | 19. Okt. 1908 | Ostkreisliga 1908/09 (Staffel Oberbayern)                       | TV 1860   | FC Bayern | 3:4       | (6)    | Sportplatz am Alpenplatz                |           |
| 009 | 15. Nov. 1908 | Ostkreisliga 1908/09 (Staffel Oberbayern)                       | FC Bayern | TV 1860   | 4:0       | (7)    | Sportplatz Leopoldstraße                |           |
| 010 | 3. Okt. 1909  | Ostkreisliga 1909/10 (Staffel Süd)                              | FC Bayern | TV 1860   | 7:0       | (8)    | Sportplatz Leopoldstraße                |           |
| 011 | 14. Nov. 1909 | Ostkreisliga 1909/10 (Staffel Süd)                              | FC Bayern | TV 1860   | 6:1       | (9)    | Sportplatz Leopoldstraße                |           |
| 012 | 23. Okt. 1910 | Ostkreisliga 1910/11                                            | FC Bayern | TV 1860   | 3:2       | (10)   | Sportplatz Leopoldstraße                |           |
| 013 | 15. Jan. 1911 | Ostkreisliga 1910/11                                            | FC Bayern | TV 1860   | 3:0       | (11)   | Sportplatz Leopoldstraße                |           |
| 014 | 29. Okt. 1911 | Ostkreisliga 1911/12                                            | FC Bayern | TV 1860   | 2:0       | (12)   | Sportplatz Leopoldstraße                |           |
| 015 | 18. Feb. 1912 | Ostkreisliga 1911/12                                            | TV 1860   | FC Bayern | 0:1       | (13)   | Sechzgerplatz                           |           |
| 016 | 20. Okt. 1912 | Ostkreisliga 1912/13                                            | FC Bayern | TV 1860   | 2:1       | (14)   | Sportplatz Leopoldstraße                |           |
| 017 | 24. Nov. 1912 | Ostkreisliga 1912/13                                            | FC Bayern | TV 1860   | 3:3       |        | Sechzgerplatz                           |           |
| 018 | 28. Nov. 1915 | Gaumeisterschaft                                                | FC Bayern | TV 1860   | 2:0       | (15)   | Sportplatz Leopoldstraße                |           |
| 019 | 12. Dez. 1915 | Gaumeisterschaft                                                | TV 1860   | FC Bayern | 1:1       |        | Sechzgerplatz                           |           |
| 020 | 14. Mai 1916  | Gaumeisterschaft                                                | TV 1860   | FC Bayern | 2:3       | (16)   | Sechzgerplatz                           |           |
| 021 | 21. Mai 1916  | Gaumeisterschaft                                                | FC Bayern | TV 1860   | 3:1       | (17)   | Sportplatz Leopoldstraße                |           |
| 022 | 28. Mai 1916  | Gaumeisterschaft                                                | TV 1860   | FC Bayern | 5:4       | (2)    | Sechzgerplatz                           |           |
| 023 | 19. Nov. 1916 | Gaumeisterschaft                                                | FC Bayern | TV 1860   | 0:0       |        | Sportplatz Leopoldstraße                |           |
| 024 | 26. Nov. 1916 | Gaumeisterschaft                                                | TV 1860   | FC Bayern | 0:2       | (18)   | MTV-Platz an der Marbachstraße          |           |
| 025 | 22. Apr. 1917 | Gau                                                             | FC Bayern | TV 1860   | 1:0       | (19)   | Sportplatz Leopoldstraße                |           |
| 026 | 17. Juni 1917 | Gau                                                             | TV 1860   | FC Bayern | 1:3       | (20)   | MTV-Platz an der Marbachstraße          |           |
| 027 | 7. Okt. 1917  | Gau                                                             | FC Bayern | TV 1860   | 1:1       |        | Sportplatz Leopoldstraße                |           |
| 028 | 14. Okt. 1917 | Süddeutscher Pokal                                              | FC Bayern | TV 1860   | 2:1       | (21)   | Sportplatz Leopoldstraße                |           |
| 029 | 25. Nov. 1917 | Gau                                                             | TV 1860   | FC Bayern | abg.      | (22)   | Sechzgerplatz                           |           |
| 030 | 9. Dez. 1917  | Gau                                                             | TV 1860   | FC Bayern | 0:5       | (23)   | Sechzgerplatz                           |           |
| 031 | 27. Okt. 1918 | Gau                                                             | FC Bayern | TSV 1860  | 1:7       | (3)    | Sportplatz Leopoldstraße                |           |
| 032 | 13. Apr. 1919 | Gau                                                             | TSV 1860  | FC Bayern | 1:1       |        | Sechzgerplatz                           |           |
| 033 | 11. Mai 1919  | Gau                                                             | TSV 1860  | FC Bayern | 0:2       | (24)   | Sechzgerplatz                           |           |
| 034 | 23. Nov. 1919 | Kreisliga Südbayern 1919/20                                     | TSV 1860  | FC Bayern | 0:1       | (25)   | Sechzgerplatz                           |           |
| 035 | 8. Feb. 1920  | Kreisliga Südbayern 1919/20                                     | FC Bayern | TSV 1860  | 1:1       |        | Sportplatz Leopoldstraße                |           |
| 036 | 27. März 1920 | Süddeutscher Pokal                                              | FC Bayern | TSV 1860  | 0:0       |        | Sportplatz Leopoldstraße                |           |
| 037 | 31. Okt. 1920 | Kreisliga Südbayern 1920/21                                     | FC Bayern | TSV 1860  | 4:3       | (26)   | Sportplatz Leopoldstraße                |           |
| 038 | 19. Dez. 1920 | Kreisliga Südbayern 1920/21                                     | TSV 1860  | FC Bayern | 3:1       | (4)    | Sechzgerplatz                           |           |
| 039 | 23. Okt. 1921 | Kreisliga Südbayern 1921/22                                     | TSV 1860  | FC Bayern | 1:0       | (5)    | Sechzgerplatz                           |           |
| 040 | 27. Nov. 1921 | Kreisliga Südbayern 1921/22                                     | FC Bayern | TSV 1860  | 1:0       | (27)   | MTV-Platz an der Marbachstraße          |           |
| 041 | 21. Jan. 1922 | Kreisliga Südbayern 1921/22 Entscheidungsspiel                  | TSV 1860  | FC Bayern | 1:0       | (6)    | Platz des FC Teutonia am Oberwiesenfeld |           |
| 042 | 22. Okt. 1922 | Kreisliga Südbayern 1922/23                                     | TSV 1860  | FC Bayern | 2:2       |        | MTV-Platz an der Marbachstraße          |           |
| 043 | 10. Dez. 1922 | Kreisliga Südbayern 1922/23                                     | TSV 1860  | FC Bayern | 3:3       |        | Sechzgerplatz                           |           |
| 044 | 23. Sep. 1923 | Bezirksliga Bayern 1923/24                                      | TSV 1860  | FC Bayern | 4:3       | (7)    | Sechzgerplatz                           |           |
| 045 | 1. Nov. 1923  | Bezirksliga Bayern 1923/24                                      | TSV 1860  | FC Bayern | 3:3       |        | Sechzgerplatz                           |           |
| 046 | 28. Sep. 1924 | Bezirksliga Bayern 1924/25                                      | FC Bayern | SV 1860   | 1:0       | (28)   | Platz des FC Teutonia am Oberwiesenfeld |           |
| 047 | 1. Nov. 1924  | Bezirksliga Bayern 1924/25                                      | SV 1860   | FC Bayern | 2:2       |        | Sechzgerplatz                           |           |
| 048 | 26. Sep. 1925 | Bezirksliga Bayern 1925/26                                      | FC Bayern | SV 1860   | 2:0       | (29)   | Platz des FC Teutonia am Oberwiesenfeld |           |
| 049 | 20. Dez. 1925 | Bezirksliga Bayern 1925/26                                      | SV 1860   | FC Bayern | 3:3       |        | Sechzgerstadion                         |           |
| 050 | 4. Sep. 1926  | Bezirksliga Bayern 1926/27                                      | FC Bayern | SV 1860   | 0:0       |        | Sechzgerstadion                         |           |
| 051 | 23. Jan. 1927 | Bezirksliga Bayern 1926/27                                      | SV 1860   | FC Bayern | 5:2       | (8)    | Sechzgerstadion                         |           |
| 052 | 25. Sep. 1927 | Bezirksliga Bayern 1927/28 (Gruppe Südbayern)                   | FC Bayern | SV 1860   | 1:1       |        | Sechzgerstadion                         |           |
| 053 | 11. Dez. 1927 | Bezirksliga Bayern 1927/28 (Gruppe Südbayern)                   | SV 1860   | FC Bayern | 5:4       | (9)    | Sechzgerstadion                         |           |
| 054 | 1. Sep. 1928  | Bezirksliga Bayern 1928/29 (Gruppe Südbayern)                   | FC Bayern | SV 1860   | 3:2       | (30)   | Sechzgerstadion                         |           |
| 055 | 2. Dez. 1928  | Bezirksliga Bayern 1928/29 (Gruppe Südbayern)                   | SV 1860   | FC Bayern | 2:1       | (10)   | Sechzgerstadion                         |           |
| 056 | 6. Okt. 1929  | Bezirksliga Bayern 1929/30 (Gruppe Südbayern)                   | FC Bayern | SV 1860   | 2:2       |        | Sechzgerstadion                         |           |
| 057 | 7. Dez. 1929  | Bezirksliga Bayern 1929/30 (Gruppe Südbayern)                   | SV 1860   | FC Bayern | 1:3       | (31)   | Sechzgerstadion                         |           |
| 058 | 5. Okt. 1930  | Bezirksliga Bayern 1930/31 (Gruppe Südbayern)                   | SV 1860   | FC Bayern | 2:4       | (32)   | Sechzgerstadion                         |           |
| 059 | 7. Dez. 1930  | Bezirksliga Bayern 1930/31 (Gruppe Südbayern)                   | FC Bayern | SV 1860   | 3:1       | (33)   | Sechzgerstadion                         |           |
| 060 | 11. Okt. 1931 | Bezirksliga Bayern 1931/32 (Gruppe Südbayern)                   | FC Bayern | SV 1860   | 0:2       | (11)   | Sechzgerstadion                         |           |
| 061 | 16. Dez. 1931 | Bezirksliga Bayern 1931/32 (Gruppe Südbayern)                   | SV 1860   | FC Bayern | 6:2       | (12)   | Sechzgerstadion                         |           |
| 062 | 6. Jan. 1932  | Endrunde süddeutsche Meisterschaft 1931/32 (Gruppe Süd/Ost)     | SV 1860   | FC Bayern | 1:3       | (34)   | Sechzgerstadion                         | 25.000    |
| 063 | 28. Feb. 1932 | Endrunde süddeutsche Meisterschaft 1931/32 (Gruppe Süd/Ost)     | FC Bayern | SV 1860   | 3:0       | (35)   | Sechzgerstadion                         |           |
| 064 | 18. Sep. 1932 | Bezirksliga Bayern 1932/33 (Gruppe Südbayern)                   | FC Bayern | SV 1860   | 1:0       | (36)   | Sechzgerstadion                         |           |
| 065 | 27. Nov. 1932 | Bezirksliga Bayern 1932/33 (Gruppe Südbayern)                   | SV 1860   | FC Bayern | 2:2       |        | Sechzgerstadion                         |           |
| 066 | 12. Feb. 1933 | Endrunde süddeutsche Meisterschaft 1932/33 (Gruppe Ost/West)    | SV 1860   | FC Bayern | 3:2       | (13)   | Sechzgerstadion                         |           |
| 067 | 12. März 1933 | Endrunde süddeutsche Meisterschaft 1932/33 (Gruppe Ost/West)    | FC Bayern | SV 1860   | 1:2       | (14)   | Sechzgerstadion                         | 18.000    |
| Einführung der Gauligen |               |                                                                 |           |           |           |        |                                         |           |
| 068 | 3. Dez. 1933  | Gauliga Bayern 1933/34                                          | FC Bayern | SV 1860   | 1:0       | (37)   | Sechzgerstadion                         |           |
| 069 | 4. März 1934  | Gauliga Bayern 1933/34                                          | SV 1860   | FC Bayern | 0:0       |        | Sechzgerstadion                         |           |
| 070 | 11. Nov. 1934 | Gauliga Bayern 1934/35                                          | TSV 1860  | FC Bayern | 2:2       |        | Sechzgerstadion                         |           |
| 071 | 10. März 1935 | Gauliga Bayern 1934/35                                          | FC Bayern | TSV 1860  | 2:1       | (38)   | Sechzgerstadion                         |           |
| 072 | 3. Nov. 1935  | Gauliga Bayern 1935/36                                          | FC Bayern | TSV 1860  | 2:0       | (39)   | Sechzgerstadion                         |           |
| 073 | 9. Feb. 1936  | Gauliga Bayern 1935/36                                          | TSV 1860  | FC Bayern | 0:5       | (40)   | Sechzgerstadion                         |           |
| 074 | 20. Sep. 1936 | Gauliga Bayern 1936/37                                          | FC Bayern | TSV 1860  | 4:0       | (41)   | Sechzgerstadion                         |           |
| 075 | 27. Dez. 1936 | Gauliga Bayern 1936/37                                          | TSV 1860  | FC Bayern | 2:0       | (15)   | Sechzgerstadion                         |           |
| 076 | 17. Okt. 1937 | Gauliga Bayern 1937/38                                          | FC Bayern | TSV 1860  | 2:0       | (42)   | Sechzgerstadion                         | 12.000    |
| 077 | 27. März 1938 | Gauliga Bayern 1937/38                                          | TSV 1860  | FC Bayern | 2:2       |        | Sechzgerstadion                         | 05.000    |
| 078 | 13. Nov. 1938 | Gauliga Bayern 1938/39                                          | FC Bayern | TSV 1860  | 0:0       |        | Sechzgerstadion                         |           |
| 079 | 12. Feb. 1939 | Gauliga Bayern 1938/39                                          | TSV 1860  | FC Bayern | 2:3       | (43)   | Sechzgerstadion                         |           |
| 080 | 19. Nov. 1939 | Gauliga Bayern 1939/40                                          | TSV 1860  | FC Bayern | 4:3       | (16)   | Sportplatz an der Grünwalder Straße     |           |
| 081 | 17. März 1940 | Gauliga Bayern 1939/40                                          | FC Bayern | TSV 1860  | 0:1       | (17)   | Dantestadion                            | 05.000    |
| 082 | 15. Dez. 1940 | Gauliga Bayern 1940/41                                          | FC Bayern | TSV 1860  | 4:1       | (44)   | Sportplatz Grünwalder Straße            | 06.000    |
| 083 | 2. März 1941  | Gauliga Bayern 1940/41                                          | TSV 1860  | FC Bayern | 0:1       | (45)   | Sportplatz Grünwalder Straße            | 12.000    |
| 084 | 2. Nov. 1941  | Gauliga Bayern 1941/42                                          | TSV 1860  | FC Bayern | 3:1       | (18)   | Hanns-Braun-Kampfbahn                   | 06.000    |
| 085 | 3. Apr. 1942  | Gauliga Bayern 1941/42                                          | FC Bayern | TSV 1860  | 1:1       |        | Hanns-Braun-Kampfbahn                   |           |
| 086 | 29. Nov. 1942 | Gauliga Südbayern 1942/43                                       | TSV 1860  | FC Bayern | 4:0       | (19)   | Hanns-Braun-Kampfbahn                   |           |
| 087 | 14. Feb. 1943 | Gauliga Südbayern 1942/43                                       | FC Bayern | TSV 1860  | 1:1       |        | Hanns-Braun-Kampfbahn                   |           |
| 088 | 20. Juni 1943 | Gaumeisterschaft (München-Oberbayern Endrunde)                  | FC Bayern | TSV 1860  | 0:2       | (20)   | Hanns-Braun-Kampfbahn                   | 15.000    |
| 089 | 24. Okt. 1943 | Gauliga Südbayern 1943/44                                       | TSV 1860  | FC Bayern | 1:1       |        | Dantestadion                            |           |
| 090 | 27. Feb. 1944 | Gauliga Südbayern 1943/44                                       | FC Bayern | TSV 1860  | 7:1       | (46)   |                                         |           |
| 091 | 19. Nov. 1944 | Gauliga Bayern 1944/45 (Staffel München/Oberbayern)             | TSV 1860  | FC Bayern | 0:4       | (47)   | Poststadion an der Arnulfstraße         |           |
| 092 | 4. März 1945  | Gauliga Bayern 1944/45 (Staffel München/Oberbayern)             | FC Bayern | TSV 1860  | 4:1       | (48)   | Platz an der Schlierseestraße           |           |
| Einführung der Oberliga Süd |               |                                                                 |           |           |           |        |                                         |           |
| 093 | 23. Dez. 1945 | Oberliga Süd 1945/46                                            | FC Bayern | TSV 1860  | 1:0       | (49)   | Stadion Grünwalder Straße               | 15.000    |
| 094 | 28. Apr. 1946 | Oberliga Süd 1945/46                                            | TSV 1860  | FC Bayern | 2:2       |        | Stadion Grünwalder Straße               | 20.000    |
| 095 | 26. Dez. 1946 | Oberliga Süd 1946/47                                            | TSV 1860  | FC Bayern | 1:1       |        | Stadion Grünwalder Straße               | 22.000    |
| 096 | 1. Juni 1947  | Oberliga Süd 1946/47                                            | FC Bayern | TSV 1860  | 2:0       | (50)   | Stadion Grünwalder Straße               | 17.000    |
| 097 | 7. Dez. 1947  | Oberliga Süd 1947/48                                            | FC Bayern | TSV 1860  | 3:2       | (51)   | Stadion Grünwalder Straße               | 42.000    |
| 098 | 9. Mai 1948   | Oberliga Süd 1947/48                                            | TSV 1860  | FC Bayern | 1:1       |        | Stadion Grünwalder Straße               | 35.000    |
| 099 | 31. Okt. 1948 | Oberliga Süd 1948/49                                            | TSV 1860  | FC Bayern | 0:2       | (52)   | Stadion Grünwalder Straße               | 25.000    |
| 100 | 6. März 1949  | Oberliga Süd 1948/49                                            | FC Bayern | TSV 1860  | 1:0       | (53)   | Stadion Grünwalder Straße               | 35.000    |
| 101 | 6. Nov. 1949  | Oberliga Süd 1949/50                                            | FC Bayern | TSV 1860  | 1:0       | (54)   | Stadion Grünwalder Straße               | 20.000    |
| 102 | 12. März 1950 | Oberliga Süd 1949/50                                            | TSV 1860  | FC Bayern | 3:2       | (21)   | Stadion Grünwalder Straße               | 25.000    |
| 103 | 12. Nov. 1950 | Oberliga Süd 1950/51                                            | FC Bayern | TSV 1860  | 2:3       | (22)   | Stadion Grünwalder Straße               | 28.000    |
| 104 | 18. März 1951 | Oberliga Süd 1950/51                                            | TSV 1860  | FC Bayern | 3:1       | (23)   | Stadion Grünwalder Straße               | 20.000    |
| 105 | 5. Mai 1951   | Münchner Pokal                                                  | TSV 1860  | FC Bayern | 3:2       | (24)   | Stadion Grünwalder Straße               | 07.000    |
| 106 | 30. Sep. 1951 | Oberliga Süd 1951/52                                            | TSV 1860  | FC Bayern | 2:2       |        | Stadion Grünwalder Straße               | 27.000    |
| 107 | 3. Feb. 1952  | Oberliga Süd 1951/52                                            | FC Bayern | TSV 1860  | 2:0       | (55)   | Stadion Grünwalder Straße               | 20.000    |
| 108 | 18. Juni 1952 | Münchner Pokal                                                  | FC Bayern | TSV 1860  | 0:2       | (25)   | Stadion Grünwalder Straße               | 06.000    |
| 109 | 28. Sep. 1952 | Oberliga Süd 1952/53                                            | FC Bayern | TSV 1860  | 2:1       | (56)   | Stadion Grünwalder Straße               | 12.000    |
| 110 | 8. Feb. 1953  | Oberliga Süd 1952/53                                            | TSV 1860  | FC Bayern | 2:2       |        | Stadion Grünwalder Straße               | 17.000    |
| 1860 stieg 1953 aus der Oberliga Süd ab und 1957 wieder auf                                                                              |               |                                                                 |           |           |           |        |                                         |           |
| 111 | 15. Sep. 1957 | Oberliga Süd 1957/58                                            | FC Bayern | TSV 1860  | 3:3       |        | Stadion Grünwalder Straße               | 40.000    |
| 112 | 18. Jan. 1958 | Oberliga Süd 1957/58                                            | TSV 1860  | FC Bayern | 4:3       | (26)   | Stadion Grünwalder Straße               | 40.000    |
| 113 | 20. Sep. 1958 | Oberliga Süd 1958/59                                            | TSV 1860  | FC Bayern | 1:2       | (57)   | Stadion Grünwalder Straße               | 32.000    |
| 114 | 21. Feb. 1959 | Oberliga Süd 1958/59                                            | FC Bayern | TSV 1860  | 1:2       | (27)   | Stadion Grünwalder Straße               | 35.000    |
| 115 | 12. Apr. 1959 | Qualifikation zum DFB-Pokal 1959 (3. Runde)                     | TSV 1860  | FC Bayern | 0:0 n. V. |        | Stadion Grünwalder Straße               | 20.000    |
| 116 | 22. Apr. 1959 | Qualifikation zum DFB-Pokal 1959 (3. Runde), Wiederholungsspiel | TSV 1860  | FC Bayern | 0:0 n. V. |        | Stadion Grünwalder Straße               | 17.000    |
| 117 | 27. Sep. 1959 | Oberliga Süd 1959/60                                            | TSV 1860  | FC Bayern | 4:6       | (58)   | Stadion Grünwalder Straße               | 32.000    |
| 118 | 7. Feb. 1960  | Oberliga Süd 1959/60                                            | FC Bayern | TSV 1860  | 1:3       | (28)   | Stadion Grünwalder Straße               | 28.000    |
| 119 | 18. Sep. 1960 | Oberliga Süd 1960/61                                            | TSV 1860  | FC Bayern | 0:0       |        | Stadion Grünwalder Straße               | 25.000    |
| 120 | 29. Jan. 1961 | Oberliga Süd 1960/61                                            | FC Bayern | TSV 1860  | 6:2       | (59)   | Stadion Grünwalder Straße               | 28.000    |
| 121 | 10. Sep. 1961 | Oberliga Süd 1961/62                                            | FC Bayern | TSV 1860  | 0:4       | (29)   | Stadion Grünwalder Straße               | 30.000    |
| 122 | 28. Jan. 1962 | Oberliga Süd 1961/62                                            | TSV 1860  | FC Bayern | 2:3       | (60)   | Stadion Grünwalder Straße               | 28.000    |
| 123 | 23. Sep. 1962 | Oberliga Süd 1962/63                                            | FC Bayern | TSV 1860  | 3:1       | (61)   | Stadion Grünwalder Straße               | 40.000    |
| 124 | 3. Feb. 1963  | Oberliga Süd 1962/63                                            | TSV 1860  | FC Bayern | 3:1       | (30)   | Stadion Grünwalder Straße               | 35.000    |
| Der FC Bayern war 1963 bei der Einführung der Bundesliga im Gegensatz zu 1860 nicht unter den 16 Gründungsmitgliedern und stieg 1965 auf |               |                                                                 |           |           |           |        |                                         |           |
| 125 | 14. Aug. 1965 | Bundesliga 1965/66                                              | TSV 1860  | FC Bayern | 1:0       | (31)   | Stadion Grünwalder Straße               | 44.000    |
| 126 | 14. Jan. 1966 | Bundesliga 1965/66                                              | FC Bayern | TSV 1860  | 3:0       | (62)   | Stadion Grünwalder Straße               | 40.000    |
| 127 | 15. Okt. 1966 | Bundesliga 1966/67                                              | FC Bayern | TSV 1860  | 3:0       | (63)   | Stadion Grünwalder Straße               | 44.000    |
| 128 | 18. März 1967 | Bundesliga 1966/67                                              | TSV 1860  | FC Bayern | 1:0       | (32)   | Stadion Grünwalder Straße               | 44.000    |
| 129 | 6. Mai 1967   | DFB-Pokal 1966/67 (Halbfinale)                                  | FC Bayern | TSV 1860  | 3:1       | (64)   | Stadion Grünwalder Straße               | 42.500    |
| 130 | 28. Okt. 1967 | Bundesliga 1967/68                                              | FC Bayern | TSV 1860  | 2:2       |        | Stadion Grünwalder Straße               | 44.000    |
| 131 | 30. März 1968 | Bundesliga 1967/68                                              | TSV 1860  | FC Bayern | 3:2       | (33)   | Stadion Grünwalder Straße               | 44.000    |
| 132 | 24. Aug. 1968 | Bundesliga 1968/69                                              | TSV 1860  | FC Bayern | 0:3       | (65)   | Stadion Grünwalder Straße               | 44.000    |
| 133 | 18. Jan. 1969 | Bundesliga 1968/69                                              | FC Bayern | TSV 1860  | 0:2       | (34)   | Stadion Grünwalder Straße               | 38.000    |
| 134 | 15. Okt. 1969 | Bundesliga 1969/70                                              | FC Bayern | TSV 1860  | 2:0       | (66)   | Stadion Grünwalder Straße               | 40.000    |
| 135 | 7. März 1970  | Bundesliga 1969/70                                              | TSV 1860  | FC Bayern | 2:1       | (35)   | Stadion Grünwalder Straße               | 40.000    |
| 1860 stieg 1970 aus der Bundesliga ab |               |                                                                 |           |           |           |        |                                         |           |
| 136 | 2. Aug. 1972  | DFB-Ligapokal 1972/73                                           | TSV 1860  | FC Bayern | 1:3       | (67)   | Olympiastadion München                  | 79.000    |
| 137 | 23. Aug. 1972 | DFB-Ligapokal 1972/73                                           | FC Bayern | TSV 1860  | 5:3       | (68)   | Stadion Grünwalder Straße               | 23.000    |
| 1860 stieg 1977 in die Bundesliga auf |               |                                                                 |           |           |           |        |                                         |           |
| 138 | 12. Nov. 1977 | Bundesliga 1977/78                                              | FC Bayern | TSV 1860  | 1:3       | (36)   | Olympiastadion München                  | 78.000    |
| 139 | 8. Apr. 1978  | Bundesliga 1977/78                                              | TSV 1860  | FC Bayern | 1:1       |        | Olympiastadion München                  | 63.000    |
| 1860 stieg 1978 aus der Bundesliga ab und 1979 wieder auf                                                                                |               |                                                                 |           |           |           |        |                                         |           |
| 140 | 17. Nov. 1979 | Bundesliga 1979/80                                              | TSV 1860  | FC Bayern | 1:2       | (69)   | Olympiastadion München                  | 78.000    |
| 141 | 10. Mai 1980  | Bundesliga 1979/80                                              | FC Bayern | TSV 1860  | 6:1       | (70)   | Olympiastadion München                  | 78.000    |
| 142 | 14. Okt. 1980 | Bundesliga 1980/81                                              | TSV 1860  | FC Bayern | 1:3       | (71)   | Olympiastadion München                  | 53.000    |
| 143 | 28. März 1981 | Bundesliga 1980/81                                              | FC Bayern | TSV 1860  | 1:1       |        | Olympiastadion München                  | 63.000    |
| 1860 stieg 1981 aus der Bundesliga ab und 1994 wieder auf                                                                                |               |                                                                 |           |           |           |        |                                         |           |
| 144 | 21. Sep. 1994 | Bundesliga 1994/95                                              | TSV 1860  | FC Bayern | 1:3       | (72)   | Olympiastadion München                  | 62.000    |
| 145 | 25. März 1995 | Bundesliga 1994/95                                              | FC Bayern | TSV 1860  | 1:0       | (73)   | Olympiastadion München                  | 62.000    |
| 146 | 2. Sep. 1995  | Bundesliga 1995/96                                              | TSV 1860  | FC Bayern | 0:2       | (74)   | Olympiastadion München                  |           |
| 147 | 2. März 1996  | Bundesliga 1995/96                                              | FC Bayern | TSV 1860  | 4:2       | (75)   | Olympiastadion München                  |           |
| 148 | 1. Nov. 1996  | Bundesliga 1996/97                                              | FC Bayern | TSV 1860  | 1:1       |        | Olympiastadion München                  |           |
| 149 | 4. Mai 1997   | Bundesliga 1996/97                                              | TSV 1860  | FC Bayern | 3:3       |        | Olympiastadion München                  |           |
| 150 | 1. Nov. 1997  | Bundesliga 1997/98                                              | TSV 1860  | FC Bayern | 2:2       |        | Olympiastadion München                  |           |
| 151 | 11. Apr. 1998 | Bundesliga 1997/98                                              | FC Bayern | TSV 1860  | 3:1       | (76)   | Olympiastadion München                  |           |
| 152 | 7. Nov. 1998  | Bundesliga 1998/99                                              | FC Bayern | TSV 1860  | 3:1       | (77)   | Olympiastadion München                  |           |
| 153 | 25. Apr. 1999 | Bundesliga 1998/99                                              | TSV 1860  | FC Bayern | 1:1       |        | Olympiastadion München                  |           |
| 154 | 27. Nov. 1999 | Bundesliga 1999/2000                                            | TSV 1860  | FC Bayern | 1:0       | (37)   | Olympiastadion München                  |           |
| 155 | 15. Apr. 2000 | Bundesliga 1999/2000                                            | FC Bayern | TSV 1860  | 1:2       | (38)   | Olympiastadion München                  |           |
| 156 | 21. Okt. 2000 | Bundesliga 2000/01                                              | FC Bayern | TSV 1860  | 3:1       | (78)   | Olympiastadion München                  |           |
| 157 | 17. März 2001 | Bundesliga 2000/01                                              | TSV 1860  | FC Bayern | 0:2       | (79)   | Olympiastadion München                  |           |
| 158 | 13. Okt. 2001 | Bundesliga 2001/02                                              | TSV 1860  | FC Bayern | 1:5       | (80)   | Olympiastadion München                  |           |
| 159 | 9. März 2002  | Bundesliga 2001/02                                              | FC Bayern | TSV 1860  | 2:1       | (81)   | Olympiastadion München                  |           |
| 160 | 10. Sep. 2002 | Bundesliga 2002/03                                              | FC Bayern | TSV 1860  | 3:1       | (82)   | Olympiastadion München                  |           |
| 161 | 15. Feb. 2003 | Bundesliga 2002/03                                              | TSV 1860  | FC Bayern | 0:5       | (83)   | Olympiastadion München                  |           |
| 162 | 22. Nov. 2003 | Bundesliga 2003/04                                              | TSV 1860  | FC Bayern | 0:1       | (84)   | Olympiastadion München                  |           |
| 163 | 25. Apr. 2004 | Bundesliga 2003/04                                              | FC Bayern | TSV 1860  | 1:0       | (85)   | Olympiastadion München                  | 71.000    |
| 1860 stieg 2004 aus der Bundesliga ab |               |                                                                 |           |           |           |        |                                         |           |
| 164 | 27. Feb. 2008 | DFB-Pokal 2007/08 (Viertelfinale)                               | FC Bayern | TSV 1860  | 1:0 n. V. | (86)   | Allianz Arena                           | 69.000    |

### Testspiele
Die folgende Aufzählung ist unvollständig. Da im Zweiten Weltkrieg das Archiv des TSV 1860 größtenteils zerstört wurde, sind die Spiele vor dem Krieg in den heute vorhandenen Auflistungen fast ausschließlich durch Aufzeichnungen des FC Bayern belegt. Jedoch gibt es Nachweise in Tageszeitungen oder noch vorhandenen Vereinszeitschriften des TSV 1860 über weitere Aufeinandertreffen der beiden Vereine, beispielsweise ein 8:0 der Löwen vom 22. Dezember 1918 oder ein 3:3 im Fasching 1938.
| Nr. | Datum         | Heim      | Gast      | Ergebnis | Sieger | Spielstätte                                  | Zuschauer |
| --- | ------------- | --------- | --------- | -------- | ------ | -------------------------------------------- | --------- |
| 01  | 22. Dez. 1907 | FC Bayern | TV 1860   | 3:1      |        | Sportplatz Leopoldstraße                     |           |
| 02  | 26. Apr. 1908 | TV 1860   | FC Bayern | 2:0      |        | Waldspielplatz                               |           |
| 03  | 15. Juni 1911 | FC Bayern | TV 1860   | 3:0      |        | Sportplatz Leopoldstraße                     |           |
| 04  | 29. Juni 1911 | FC Bayern | TV 1860   | 3:0      |        | Sportplatz Leopoldstraße                     |           |
| 05  | 9. März 1913  | FC Bayern | TV 1860   | 1:1      |        | Sportplatz Leopoldstraße                     | 0900      |
| 06  | 8. März 1914  | FC Bayern | TV 1860   | 2:2      |        | Sportplatz Leopoldstraße                     | 0200      |
| 07  | 4. Juli 1915  | FC Bayern | TV 1860   | 4:9      |        | Sportplatz Leopoldstraße                     |           |
| 08  | 27. Feb. 1916 | FC Bayern | TV 1860   | 3:2      |        | Sportplatz Leopoldstraße                     |           |
| 09  | 31. Juli 1916 | TV 1860   | FC Bayern | 2:1      |        | Großhesselohe                                | 0250      |
| 10  | 23. März 1925 | SV 1860   | FC Bayern | 3:1      |        | Sechzgerplatz                                |           |
| 11  | 6. Jan. 1927  | SV 1860   | FC Bayern | abg.     |        | Sechzgerstadion                              | 12.000    |
| 12  | 22. Apr. 1945 | FC Bayern | TSV 1860  | 3:2      |        |                                              |           |
| 13  | 29. Juli 1945 | FC Bayern | TSV 1860  | 2:2      |        | Platz der Hypo-Bank an der Grünwalder Straße |           |
| 14  | 26. Aug. 1945 | TSV 1860  | FC Bayern | 0:4      |        | Stadion Grünwalder Straße                    | 12.000    |
| 15  | 18. Apr. 1954 | FC Bayern | TSV 1860  | 2:2      |        | Stadion Grünwalder Straße                    | 06.000    |
| 16  | 2. Jan. 1955  | FC Bayern | TSV 1860  | 2:2      |        | Stadion Grünwalder Straße                    | 20.000    |
| 17  | 13. Aug. 1955 | TSV 1860  | FC Bayern | 1:3      |        | Stadion Grünwalder Straße                    | 14.000    |
| 18  | 26. Dez. 1956 | FC Bayern | TSV 1860  | 1:2      |        | Stadion Grünwalder Straße                    | 12.000    |
| 19  | 18. Apr. 1960 | FC Bayern | TSV 1860  | 4:1      |        | Stadion Grünwalder Straße                    | 15.000    |
| 20  | 8. Mai 1962   | FC Bayern | TSV 1860  | 1:3      |        | Stadion Grünwalder Straße                    | 07.200    |
| 21  | 25. Sep. 1963 | FC Bayern | TSV 1860  | 3:2      |        | Stadion Grünwalder Straße                    | 07.000    |
| 22  | 5. Aug. 1964  | TSV 1860  | FC Bayern | 4:2      |        | Stadion Grünwalder Straße                    | 32.000    |
| 23  | 25. Juli 1973 | FC Bayern | TSV 1860  | 3:0      |        | Olympiastadion München                       | 46.000    |
| 24  | 25. Juli 1975 | FC Bayern | TSV 1860  | 3:0      |        | Olympiastadion München                       | 57.000    |
| 25  | 3. Aug. 1976  | FC Bayern | TSV 1860  | 1:0      |        | Olympiastadion München                       | 40.000    |
| 26  | 27. Juli 1977 | TSV 1860  | FC Bayern | 2:1      |        | Olympiastadion München                       | 67.000    |
| 27  | 6. Aug. 1971  | TSV 1860  | FC Bayern | 1:7      |        | Stadion Grünwalder Straße                    | 36.000    |
| 28  | 19. Juli 1978 | FC Bayern | TSV 1860  | 2:2      |        | Olympiastadion München                       | 48.000    |
| 29  | 27. März 1979 | TSV 1860  | FC Bayern | 1:1      |        | Stadion Grünwalder Straße                    | 26.000    |
| 30  | 25. Juli 1979 | FC Bayern | TSV 1860  | 3:0      |        | Olympiastadion München                       | 68.000    |
| 31  | 22. Juli 1980 | TSV 1860  | FC Bayern | 2:3      |        | Olympiastadion München                       | 35.000    |
| 32  | 23. Juli 1981 | FC Bayern | TSV 1860  | 1:1      |        | Olympiastadion München                       | 25.000    |
| 33  | 9. Aug. 1983  | FC Bayern | TSV 1860  | 5:0      |        | Olympiastadion München                       | 17.000    |
| 34  | 30. Sep. 1984 | TSV 1860  | FC Bayern | 1:5      |        | Stadion Grünwalder Straße                    | 03.500    |
| 35  | 16. Juli 1991 | FC Bayern | TSV 1860  | 0:0      |        | Olympiastadion München                       | 40.000    |
| 36  | 6. Apr. 1992  | TSV 1860  | FC Bayern | 1:4      |        | Stadion Grünwalder Straße                    | 07.000    |
| 37  | 19. Juli 2004 | TSV 1860  | FC Bayern | 1:0      |        | Olympiastadion München                       | 10.000    |
| 38  | 2. Juni 2005  | TSV 1860  | FC Bayern | 1:0      |        | Allianz Arena                                | 64.000    |
| 39  | 8. Aug. 2006  | FC Bayern | TSV 1860  | 0:3      |        | Allianz Arena                                | 69.000    |
| 40  | 26. Jan. 2008 | FC Bayern | TSV 1860  | 1:1      |        | Allianz Arena                                | 66.000    |

## Spieler, die für beide Vereine aktiv waren
| Name                  | Position   | FC Bayern München   | TSV 1860 München |
| --------------------- | ---------- | ------------------- | ---------------- |
| Manfred Bender        | Mittelfeld | 1989–1992           | 1996–1999        |
| Robert Dekeyser       | Tor        | 1986–1987           | 1989–1992        |
| Antonio Di Salvo      | Sturm      | 2000–2001           | 2006–2009        |
| Franz Gerber          | Sturm      | 1971–1972           | 1978–1980        |
| Berkant Göktan        | Sturm      | 1998–2001           | 2006–2008        |
| Andreas Görlitz       | Abwehr     | 2004–2010           | 2001–2004        |
| Hans-Werner Grünwald  | Sturm      | 1984–1985           | 1985–1987        |
| Matthias Hamann       | Abwehr     | 1988                | 1996–1998        |
| Gerald Hillringhaus   | Tor        | 1990–1992           | 1981–1985        |
| Steffen Hofmann       | Mittelfeld | 2001–2002           | 2006             |
| Udo Horsmann          | Abwehr     | 1975–1983           | 1985–1986        |
| Jens Jeremies         | Mittelfeld | 1998–2006           | 1995–1998        |
| Hans-Josef Kapellmann | Mittelfeld | 1973–1979           | 1979–1981        |
| Ludwig Kögl           | Mittelfeld | 1984–1990           | 1983–1984        |
| Richard Mamajewski    | Abwehr     | 1974–1976           | 1976–1978        |
| Jan Mauersberger      | Abwehr     | 2005–2006           | 2016–2019        |
| Reiner Maurer         | Abwehr     | 1983–1984           | 1989–1995        |
| Karl-Heinz Mrosko     | Sturm      | 1969–1971           | 1973–1974        |
| Ivica Olić            | Sturm      | 2009–2012           | 2016–2017        |
| Peter Sirch           | Tor        | 1988–1989           | 1982–1984        |
| Manfred Schwabl       | Mittelfeld | 1984–1986 1989–1992 | 1994–1997        |
| Phillipp Steinhart    | Abwehr     | 2015–2016           | 2011–2014 2017–  |
| Michael Wiesinger     | Mittelfeld | 1999–2001           | 2001–2003        |

## Weitere Begegnungen

### TSV 1860 – FC Bayern Amateure/II
Der TSV 1860 und die Bayern-Amateure (ab 2005 FC Bayern München II) spielten von 1982 bis 1991 und in der Saison 1992/93 gemeinsam in der drittklassigen Bayernliga. Zudem traf man 1982 im DFB-Pokal aufeinander. 2017 stieg der TSV 1860 aus der 2. Bundesliga ab. Da man keine Lizenz für die 3. Liga erhalten hatte, musste der Verein fortan in der viertklassigen Regionalliga Bayern antreten, womit es nach 24 Jahren wieder zu einem Ligaspiel gegen die Zweitvertretung des FC Bayern kam. Der TSV 1860 stieg 2018 in die 3. Liga auf, der FC Bayern II folgte 2019, stieg 2021 als amtierender Drittligameister jedoch wieder in die Regionalliga Bayern ab. Die Begegnungen in den Jahren 2020 und 2021 mussten aufgrund der COVID-19-Pandemie als Geisterspiele ausgetragen werden.
| Nr. | Datum         | Wettbewerb                        | Heim               | Gast               | Ergebnis | Sieger | Spielstätte               | Zuschauer |
| --- | ------------- | --------------------------------- | ------------------ | ------------------ | -------- | ------ | ------------------------- | --------- |
| 1   | 21. Aug. 1982 | Bayernliga 1982/83                | TSV 1860           | FC Bayern Amateure | 2:0      |        | Stadion Grünwalder Straße | 10.000    |
| 2   | 16. Okt. 1982 | DFB-Pokal 1982/83 (2. Hauptrunde) | TSV 1860           | FC Bayern Amateure | 1:0      |        | Stadion Grünwalder Straße | 8.000     |
| 3   | 22. März 1983 | Bayernliga 1982/83                | FC Bayern Amateure | TSV 1860           | 1:1      |        |                           | 2.000     |
| 4   |               | Bayernliga 1983/84                | TSV 1860           | FC Bayern Amateure | 0:0      |        |                           |           |
| 5   |               | Bayernliga 1983/84                | FC Bayern Amateure | TSV 1860           | 0:2      |        |                           |           |
| 6   |               | Bayernliga 1984/85                | TSV 1860           | FC Bayern Amateure | 1:1      |        |                           |           |
| 7   |               | Bayernliga 1984/85                | FC Bayern Amateure | TSV 1860           | 1:1      |        |                           |           |
| 8   |               | Bayernliga 1985/86                | FC Bayern Amateure | TSV 1860           | 2:2      |        |                           |           |
| 9   |               | Bayernliga 1985/86                | TSV 1860           | FC Bayern Amateure | 2:0      |        |                           |           |
| 10  |               | Bayernliga 1986/87                | TSV 1860           | FC Bayern Amateure | 1:1      |        |                           |           |
| 11  |               | Bayernliga 1986/87                | FC Bayern Amateure | TSV 1860           | 2:2      |        |                           |           |
| 12  |               | Bayernliga 1987/88                | FC Bayern Amateure | TSV 1860           | 2:1      |        |                           |           |
| 13  |               | Bayernliga 1987/88                | TSV 1860           | FC Bayern Amateure | 2:1      |        |                           |           |
| 14  |               | Bayernliga 1988/89                | FC Bayern Amateure | TSV 1860           | 3:3      |        |                           |           |
| 15  |               | Bayernliga 1988/89                | TSV 1860           | FC Bayern Amateure | 1:2      |        |                           |           |
| 16  |               | Bayernliga 1989/90                | TSV 1860           | FC Bayern Amateure | 2:2      |        |                           |           |
| 17  |               | Bayernliga 1989/90                | FC Bayern Amateure | TSV 1860           | 0:3      |        |                           |           |
| 18  | 4. Aug. 1990  | Bayernliga 1990/91                | TSV 1860           | FC Bayern Amateure | 2:0      |        | Stadion Grünwalder Straße | 6.000     |
| 19  | 3. Apr. 1991  | Bayernliga 1990/91                | FC Bayern Amateure | TSV 1860           | 0:1      |        | Stadion Grünwalder Straße | 8.000     |
| 20  | 23. Aug. 1992 | Bayernliga 1992/93                | FC Bayern Amateure | TSV 1860           | 0:1      |        | Stadion Grünwalder Straße | 6.200     |
| 21  | 26. Feb. 1993 | Bayernliga 1992/93                | TSV 1860           | FC Bayern Amateure | 1:1      |        | Stadion Grünwalder Straße | 3.000     |
| 22  | 22. Okt. 2017 | Regionalliga Bayern 2017/18       | TSV 1860           | FC Bayern II       | 0:1      |        | Stadion Grünwalder Straße | 12.500    |
| 23  | 29. Apr. 2018 | Regionalliga Bayern 2017/18       | FC Bayern II       | TSV 1860           | 3:1      |        | Stadion Grünwalder Straße | 12.500    |
| 24  | 24. Nov. 2019 | 3. Liga 2019/20                   | TSV 1860           | FC Bayern II       | 1:1      |        | Stadion Grünwalder Straße | 15.000    |
| 25  | 24. Juni 2020 | 3. Liga 2019/20                   | FC Bayern II       | TSV 1860           | 2:1      |        | Stadion Grünwalder Straße | keine     |
| 26  | 9. Jan. 2021  | 3. Liga 2020/21                   | FC Bayern II       | TSV 1860           | 0:2      |        | Stadion Grünwalder Straße | keine     |
| 27  | 16. Mai 2021  | 3. Liga 2020/21                   | TSV 1860           | FC Bayern II       | 2:2      |        | Stadion Grünwalder Straße | keine     |

### Das „Amateurderby“
Neben den Spielen der beiden ersten Mannschaften wurde auch das Aufeinandertreffen der Zweitvertretungen von größerem medialen Interesse verfolgt. Die Amateure des FC Bayern konnten sich bei der Einführung der drittklassigen Regionalligen im Jahr 1994 auf Anhieb für diese qualifizieren. Die Amateure des TSV 1860 stiegen 1997 aus der viertklassigen Bayernliga auf und spielten – mit einer Unterbrechung von 2001 bis 2004 – bis 2008 ebenfalls drittklassig. Mit der Einführung der 3. Liga im Jahr 2008 trennten sich vorerst die Wege der beiden Zweitvertretungen: Bayern II – so die offizielle Bezeichnung ab 2005 – konnte sich für die erste Saison qualifizieren, 1860 II spielte dagegen in der nun viertklassigen Regionalliga Süd weiter. 2011 stiegen jedoch die Bayern wieder ab, wodurch es in der Regionalliga Süd erneut zu zwei Derbys kam. Im Zuge der Restrukturierung der Regionalligen im Jahr 2012 nahmen beide Mannschaften seitdem an der neu gegründeten (und weiterhin viertklassigen) Regionalliga Bayern teil. Beide Teams erreichten in den ersten beiden Jahren jeweils Platz 1 (1860 II in der Saison 2012/13, Bayern II in der Saison 2013/14), scheiterten aber in den Relegationsspielen und verblieben somit in der Regionalliga Bayern. Die Gesamtbilanz aller Spiele ist leicht positiv für den FC Bayern. Mit dem Absturz der ersten Mannschaft des TSV 1860 in die Viertklassigkeit im Jahr 2017 und dem damit verbundenen Zwangsabstieg der Amateurmannschaft des TSV in die fünftklassige Bayernliga endete die 20 Jahre andauernde Zeit der oft hitzigen Amateurderbys.
Im Gegensatz zu den anderen Ligaspielen beider Mannschaften waren die Derbys üblicherweise gut besucht. In der Regel wohnten mehrere tausend Zuschauer den Spielen bei, die fast immer im Stadion an der Grünwalder Straße stattfanden. Nach der einjährigen Renovierung des Stadions 2012/13 – beide Derbys wurden in jener Saison in Unterhaching ausgetragen – waren die Derbys sogar erstmals ausverkauft. Im August 2014 wurde das Amateurderby erstmals live im Fernsehen ausgestrahlt.

## Sonstiges
Der Dokumentarfilm Lokalderby – Eine Stadt im Fußballfieber des Regisseurs Matti Bauer von 1997 erzählt die traditionelle Rivalität der beiden Mannschaften und die Geschichte ihrer Begegnungen mit historischen Filmaufnahmen und zahlreichen Interviews mit ehemaligen und aktiven Spielern sowie mit Fans und Prominenten aus München.